# Preferred Pictures

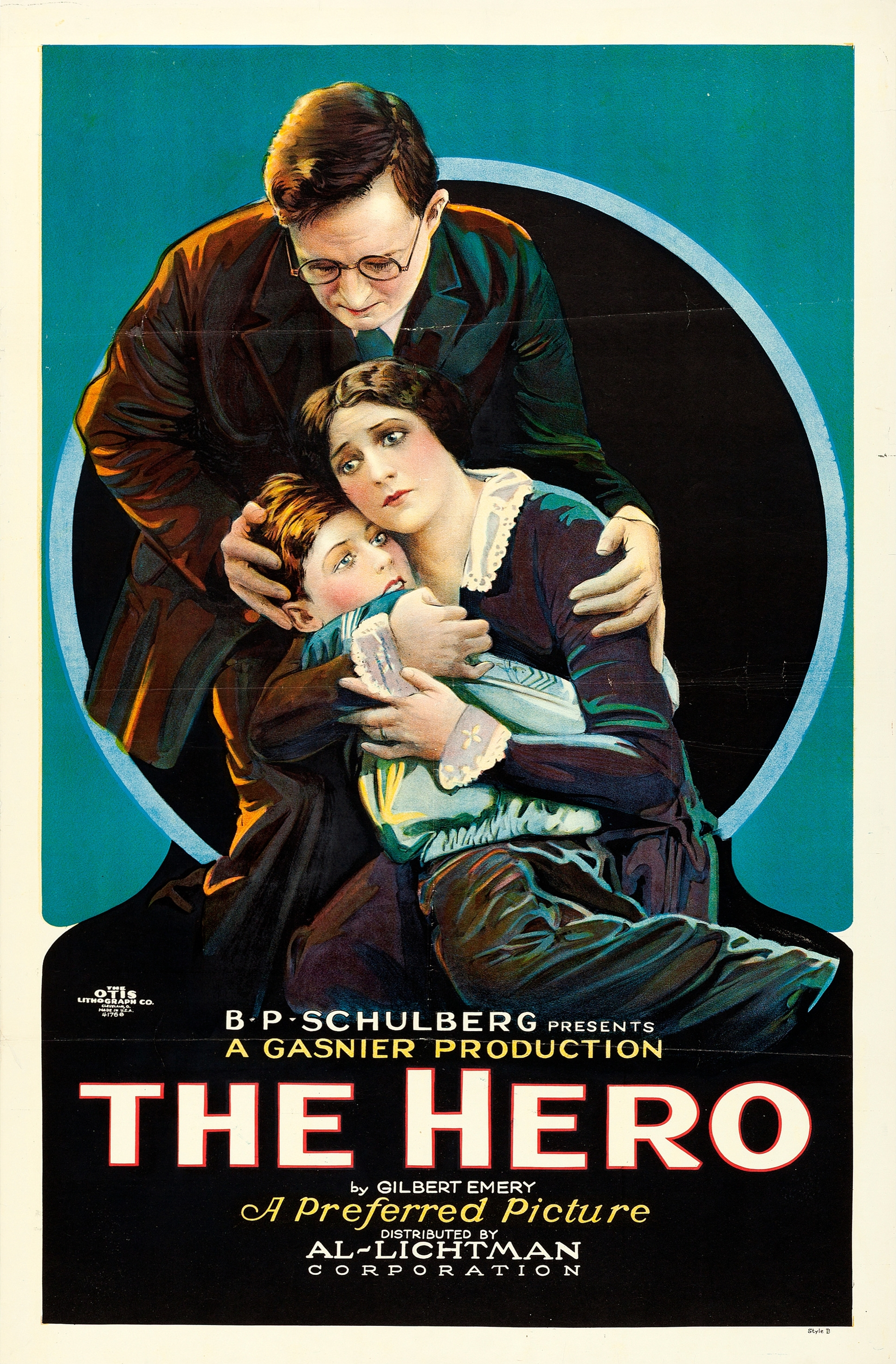
The Hero (1923)

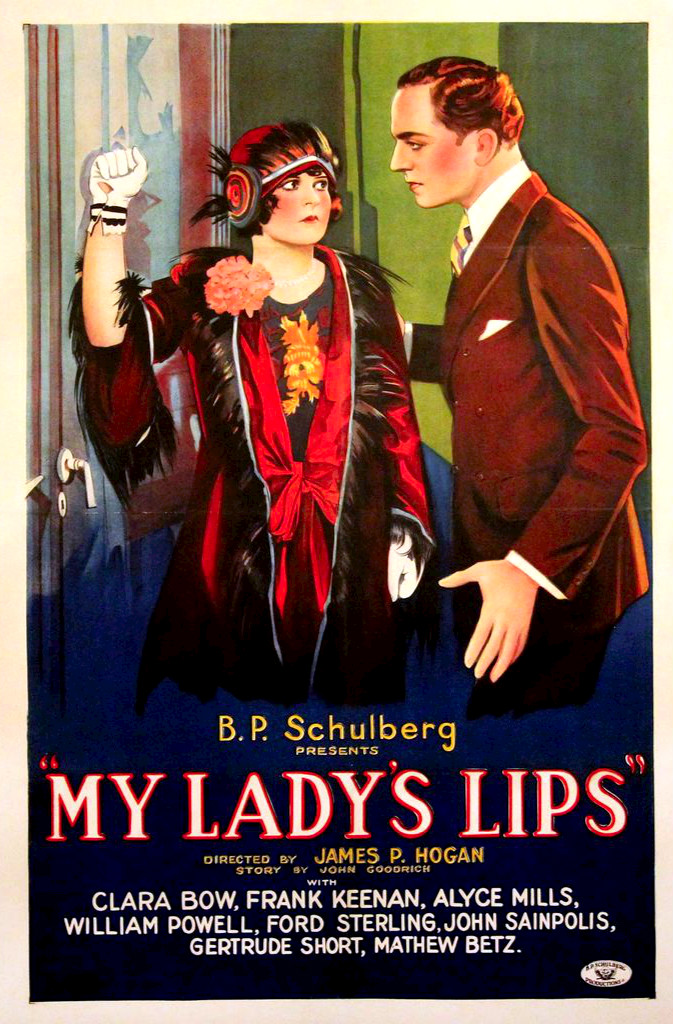
My Lady's Lips (1925)

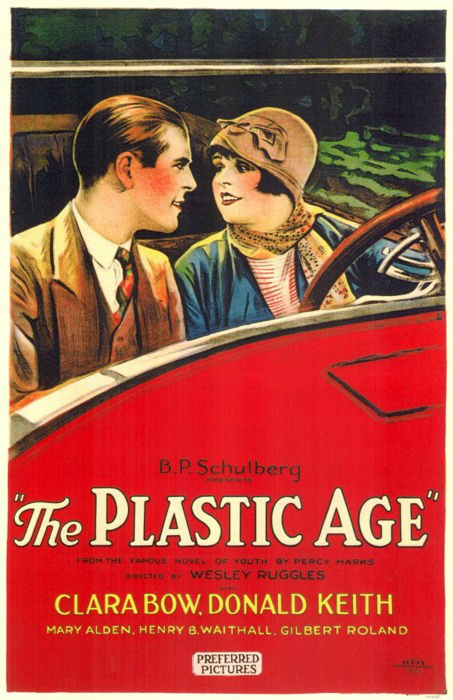
The Plastic Age (1925)

Preferred Pictures va ser una productora cinematogràfica estatunidenca de l' era del cinema mut. Fundada l'any 1920 pel productor B. P. Schulberg després de la seva sortida de la Paramount Pictures, era independent i distribuïa les seves pròpies pel·lícules o les estrenava a través de First National Pictures. Els socis de Schulberg van ser J.G. Bachmann i Al Lichtman, i moltes de les primeres produccions de la companyia van comptar amb l'actriu Katherine MacDonald. Va ser substituïda com a estrella principal de la companyia per Clara Bow.
L'any 1925 l'empresa va tenir problemes financers. Schulberg va ser atret per tornar a Paramount i va portar a Bow amb ell. Les últimes estrenes sota el segell Preferred Pictures es van publicar el 1926. Moltes d'aquestes van ser estrenades per la companyia només en determinats estats, amb altres distribuïdors que els gestionaven a les altres regions.

## Filmografia
- The Beautiful Liar (1921)
- The Woman's Side (1922)
- The Infidel (1922)
- Rich Men's Wives (1922)
- Heroes and Husbands (1922)
- White Shoulders (1922)
- Shadows (1922)
- Domestic Relations (1922)
- Thorns and Orange Blossoms (1922)
- The Woman Conquers (1922)
- The Hero (1923)
- Are You a Failure? (1923)
- April Showers (1923)
- Poor Men's Wives (1923)
- Money! Money! Money! (1923)
- Refuge (1923)
- The Girl Who Came Back (1923)
- The Lonely Road (1923)
- Daughters of the Rich (1923)
- The Scarlet Lily (1923)
- Mothers-in-Law (1923)
- Don't Marry for Money (1923)
- The Virginian (1923)
- Maytime (1923)
- The Broken Wing (1923)
- Chastity (1923)
- Poisoned Paradise (1924)
- The Breath of Scandal (1924)
- White Man (1924)
- The Triflers (1924)
- Capital Punishment (1925)
- The Mansion of Aching Hearts (1925)
- North Star (1925)
- The Blind Trail (1925)
- The Boomerang (1925)
- Faint Perfume (1925)
- My Lady's Lips (1925)
- The Parasite (1925)
- The Lawful Cheater (1925)
- Go Straight (1925)
- Parisian Love (1925)
- Perils of the Rail (1925)
- The Other Woman's Story (1925)
- The Girl Who Wouldn't Work (1925)
- With This Ring (1925)
- Free to Love (1925)
- The Plastic Age (1925)
- Lew Tyler's Wives (1926)
- The Romance of a Million Dollars (1926)
- Dancing Days (1926)
- His New York Wife (1926)
- Exclusive Rights (1926)
- Shameful Behavior? (1926)